# Glaucina tuconensis
Glaucina tuconensis là một loài bướm đêm trong họ Geometridae.